# Radio Canadá Internacional

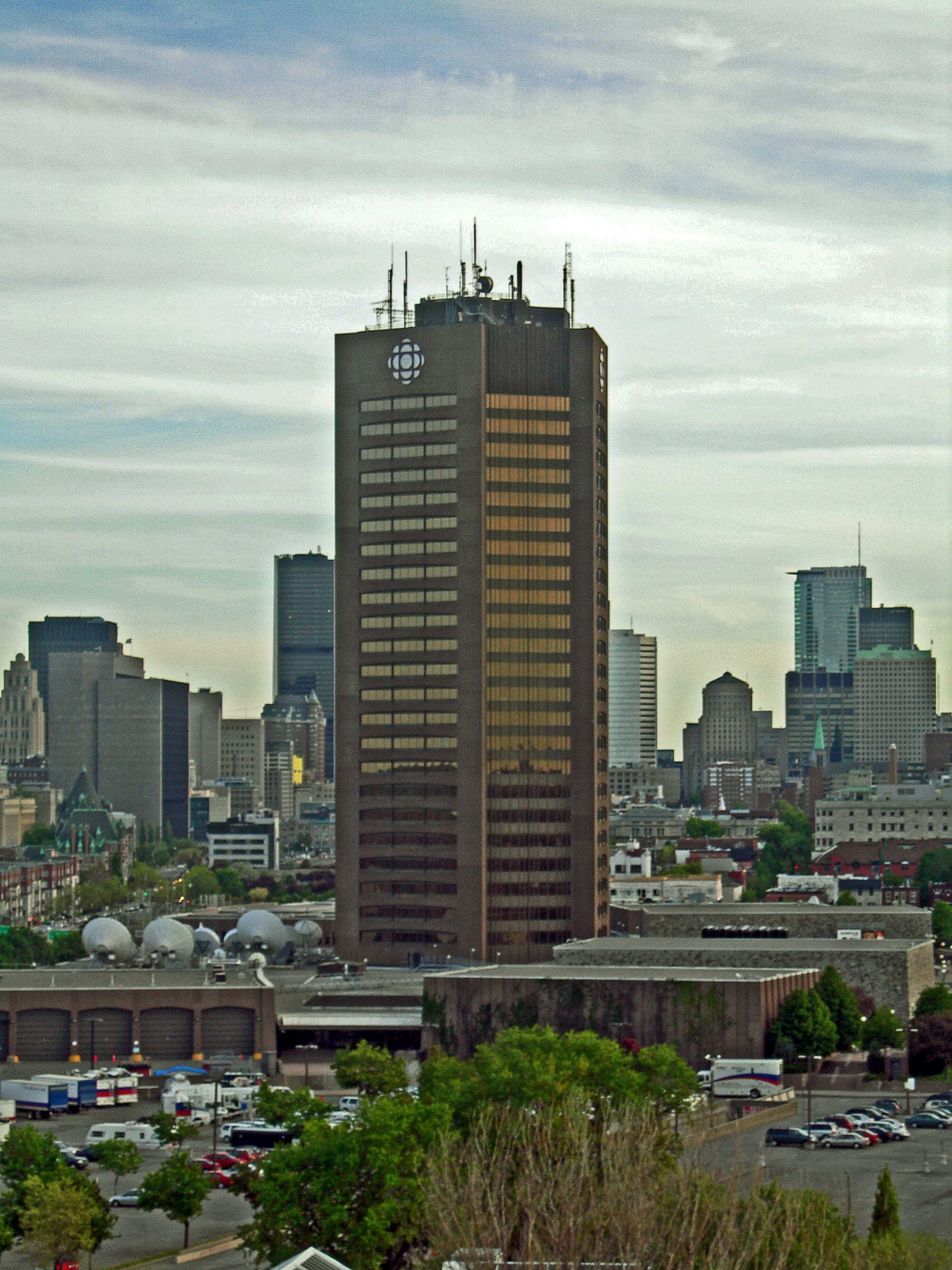
La Maison Radio-Canada, sede de RCI

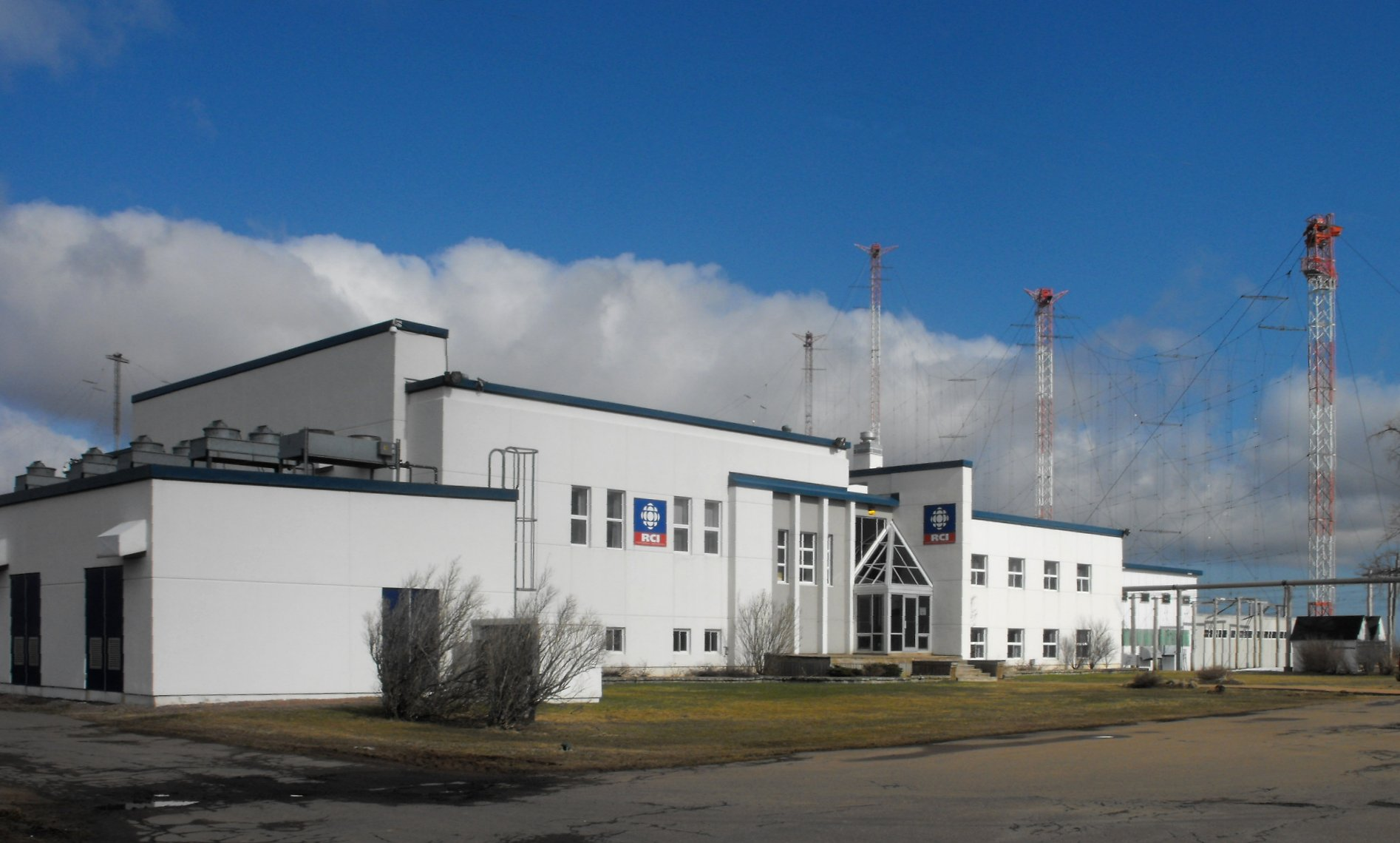
Antigua estación transmisora de RCI en las afueras de Sackville

Radio Canadá Internacional (RCI; inglés: Radio Canada International; francés: Radio Canada International) es la radiodifusora internacional pública de Canadá. Su sede se encuentra en Montreal. Pertenece a la Canadian Broadcasting Corporation / Société Radio-Canada. Su sitio web está disponible en español, francés, inglés, árabe y chino. Tiene como función el dar a conocer la realidad canadiense, su cultura y valores a personas que saben poco o nada de Canadá, que viven dentro del país o en el exterior.

## Historia
Desde los años 1930, existía la necesidad de transmisiones para el exterior, según estudios pedidos por el Consejo de Administración de la Canadian Broadcasting Corporation. Igualmente, varias comisiones parlamentarias llegaron a la misma conclusión a principios de los años 1940. El 18 de septiembre de 1942, el primer ministro canadiense William Lyon Mackenzie King firmó una orden del Consejo de Administración para la creación de un servicio internacional en onda corta. Los transmisores fueron ubicados en Sackville, Nuevo Brunswick después de minuciosos estudios sobre los enlaces radio entre Canadá y Europa. Dos emisores de 50 kW y una red de antenas se colocaron en 1943. Los ensayos de difusión empezaron el 25 de diciembre de 1944 con emisiones en francés y en inglés para las tropas canadienses en Europa.
El servicio internacional canadiense comenzó definitivamente el 25 de febrero de 1945. Las transmisiones iniciales duraban seis horas en francés, inglés y alemán hacia Europa y América del Norte. La nueva radio internacional era conocida como CBC International Service (Servicio Internacional de la Canadian Broadcasting Corporation). También era llamada en ocasiones Voice of Canada (Voz de Canadá). CBC International Service era operado por la CBC, pero dependía financieramente del Department of External Affairs (Departamento de Asuntos Externos) de Canadá.
Diferentes recortes hechos al presupuesto de CBC International Service afectaron la continuidad de las transmisiones en varias lenguas extranjeras; como sucedió, por ejemplo, el 4 de marzo de 1961 cuando desaparecieron los servicios en danés, holandés, italiano, noruego y sueco.
Se priorizó en los años 50 y 60 las difusiones hacia los países del bloque soviético. En las transmisiones hacia Europa Oriental tomaban parte inmigrantes provenientes de esos países; varias de ellos refugiados y disidentes. El 2 de septiembre de 1962 se inauguró un tercer emisor en Sackville.

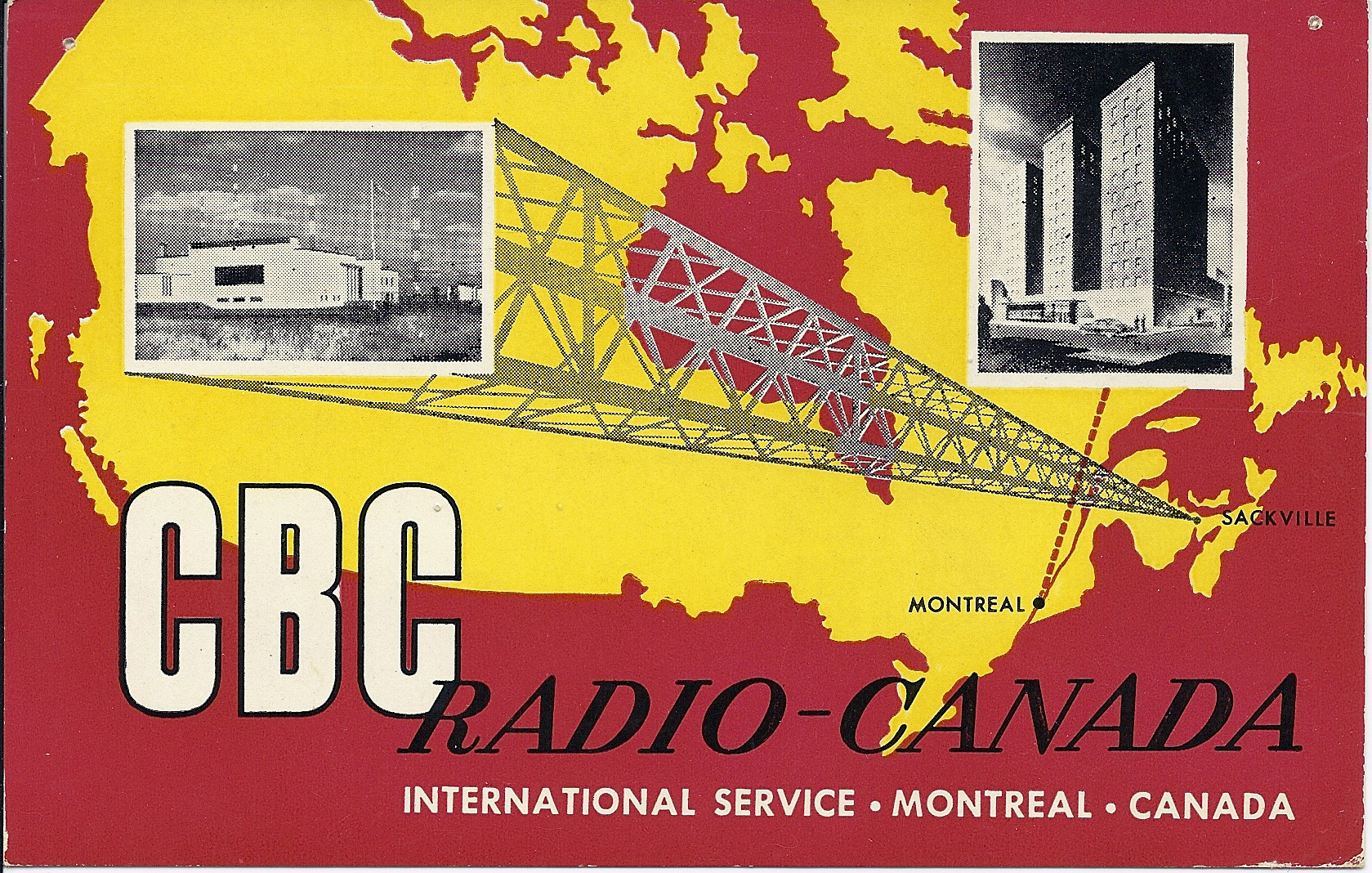
Tarjeta QSL de Radio Canadá del año 1956

En abril de 1968, el financiamiento de CBC International Service fue traspasado a la Canadian Broadcasting Corporation. En julio de 1970, CBC International Service pasó a llamarse Radio Canadá Internacional, como una manera de diferenciarse de la red interna de la CBC.
En 1972, Radio Canadá Internacional y la Deutsche Welle acordaron compartir sus emisores. RCI usaría el transmisor de la Deutsche Welle en Sines, Portugal, para alcanzar la Unión Soviética. La radioemisora alemana emplearía la de RCI en Sackville para una señal más clara en los Estados Unidos y el Caribe.
RCI se mudó a su nueva sede en la Maison de Radio Canadá, Montreal, entre el 17 y 18 de junio de 1972.
RCI fue nuevamente financiada por el Department of Foreign Affairs a partiir de 1991, y durante cinco años, debido la imposibilidad de la CBC de mantenerla por recortes en el presupuesto. No obstante, CBC seguiría administrando a RCI. Por la misma causa del déficit, RCI eliminó 6 de sus 13 servicios en lenguas extranjeras el 25 de marzo de 1991. Las producciones propias en francés e inglés fueron reemplazadas por las de las redes nacionales inglesa y francesa de CBC. Tiempo después, algunos programas propios en esos idiomas fueron restaurados.
En 2012 hubo una reducción considerable de presupuesto de RCI. En consecuencia Radio Canadá Internacional abandonó definitivamente las transmisiones por onda corta y satélite el 26 de junio de 2012. Además cerró los servicios en ruso y portugués brasileño. Desde entonces RCI se ha concentrado en ofrecer algunos podcasts y contenido web límitado en español, francés, inglés, árabe y chino.
La señal de intervalo de RCI son las primeras cuatro notas del O Canada tocadas por un piano; seguido luego por las palabras Radio Canada International en inglés y francés.

## Servicios en lenguas extranjeras de RCI
| Lengua              | Comienzo                | Fin                 | Rehabilitación del servicio | Fin                |
| Alemán              | 1945                    | 25 de marzo de 1991 | -                           | -                  |
| Árabe               | 1990                    | Presente            | -                           | -                  |
| Checo               | 1946 (ver eslovaco)     | 25 de marzo de 1991 | -                           | -                  |
| Chino Mandarín      | 1 de octubre de 1989    | Presente            | -                           | -                  |
| Criollo haitiano    | 1989                    | -                   | -                           | -                  |
| Danés               | 1946                    | 4 de marzo de 1961  | -                           | -                  |
| Eslovaco            | enero de 1951           | 25 de marzo de 1991 | -                           |                    |
| Español             | 6 de julio de 1947      | 24 de junio de 2012 | -                           | -                  |
| Finlandés           | Diciembre de 1950       | 29 de enero de 1955 | -                           | -                  |
| Francés             | 25 de diciembre de 1944 | Presente            | -                           | -                  |
| Holandés            | 1946                    | 4 de marzo de 1961  | -                           | -                  |
| Húngaro             | enero de 1951           | 25 de marzo de 1991 | -                           | -                  |
| Inglés              | 25 de diciembre de 1944 | Presente            | -                           | -                  |
| Italiano            | enero de 1949           | 4 de marzo de 1961  | -                           | -                  |
| Japonés             | 6 de mayo de 1984       | 25 de marzo de 1991 | -                           | -                  |
| Noruego             | 1947                    | 4 de marzo de 1961  | -                           | -                  |
| Polaco              | 1953                    | 25 de marzo de 1991 | -                           | -                  |
| Portugués brasileño | 6 de julio de 1947      | 25 de marzo de 1991 | 2004                        | 10 de mayo de 2012 |
| Ruso                | enero de 1951           | 10 de mayo de 2012  | -                           | -                  |
| Sueco               | 1946                    | 4 de marzo de 1961  | -                           | -                  |
| Ucraniano           | Septiembre de 1952      | 29 de marzo de 2009 | -                           | -                  |

## Estación transmisora
La Canadian Broadcasting Corporation era dueña y operadora de la estación transmisora de onda corta de Radio Canadá Internacional en las afueras de Sackville, Nuevo Brunswick. Mediante acuerdos, Sackville fue utilizada durante años por la Deutsche Welle, NHK World Radio Japón, Radio Internacional de China, KBS World Radio, el Servicio Mundial de la BBC, Radio Suecia Internacional y La Voz de Vietnam. Las antenas de la estación fueron desmanteladas y las torres de transmisión demolidas en 2014.